# CSBC Corporation, Taiwan
CSBC Corporation, Taiwan, voorheen bekend als China Shipbuilding Corporation,  is een scheepswerf in Taiwan met werven in Kaohsiung en Keelung. Het voormalige staatsbedrijf bouwt zowel koopvaardij- als marineschepen. Het dok in Kaohsiung is met een lengte van 950 m en een breedte van 92 m een van de grootste ter wereld.

## Geschiedenis
CSBC Corporation, Taiwan is het resultaat van een fusie tussen Taiwan Shipbuilding Corporation en China Shipbuilding Corporation. Taiwan Shipbuilding begon in 1937 toen Mitsubishi Heavy Industries de Taiwan Dockyard Corporation oprichtte. Na de Tweede Wereldoorlog liet de Taiwanese overheid Taiwan Dockyard Corporation fuseren met Taiwan Steel Works en Tōkō Kōgyō Corporation. Twee jaar later werd dit bedrijf opgesplitst in Taiwan Machinery Corporation en Taiwan Shipbuilding Corporation (TSBC).
China Shipbuilding Corp (CSBC) werd opgericht in 1973 en werd in 1977 een staatsbedrijf. CSBC en TSBC fuseerden in 1978 tot de China Shipbuilding Corporation.